# Rory McCann
Rory McCann (Glasgow, 24 aprile 1969) è un attore britannico.
Ha interpretato Sandor Clegane, detto il Mastino, nella serie televisiva Il Trono di Spade e l'Acquirente nella miniserie televisiva spin-off live-action su Paramount+ Knuckles.

## Biografia
Di grande presenza fisica (è alto 200 cm), prima di intraprendere la carriera da attore McCann ha svolto diverse attività tra cui quella di giardiniere a sud di Glasgow e imbianchino del Forth Road Bridge. Fu proprio durante quest'ultimo lavoro che venne selezionato come protagonista per gli spot pubblicitari dei cereali Oats Porage Scott, in cui appariva in canottiera e con il tipico gonnellino scozzese. Come attore televisivo, debuttò nel 2002 nella commedia drammatica The Book Group in cui la sua interpretazione di un giovane paraplegico gli valse il premio BAFTA Scotland Award come miglior attore televisivo.
In seguito ha ricoperto molti altri ruoli per la televisione, tra cui l'ispettore Stuart Brown in State of Play e Pietro il Grande in Peter in Paradise, ed è apparso come un sacerdote in Shameless, la premiata serie tv brillante britannica. Ha fatto il suo debutto ad Hollywood con Oliver Stone nel film Alexander. Nel 2007 è apparso anche in Hot Fuzz nel ruolo di Michael Armstrong. Nel 2008, ha recitato come Moby in The Crew e nel ruolo di Attila l'Unno nella serie tv Heroes and Villains prodotta dalla BBC. Dal 2011 al 2019 interpreta il personaggio di Sandor Clegane detto "il Mastino" nella serie televisiva HBO Il Trono di Spade.

### Vita privata
Ha una sorella più giovane che lavora come costumista per il cinema e la televisione e che ha lavorato al suo fianco in Alexander.

## Filmografia

### Cinema
- Pasty Faces, regia di David Paul Baker (2000)
- Devil's Tattoo - Nel segno del diavolo (The Devil's Tattoo), regia di Julian Kean (2003)
- Young Adam, regia di David Mackenzie (2003)
- Alexander, regia di Oliver Stone (2004)
- Beowulf & Grendel, regia di Sturla Gunnarsson (2005)
- Sixty Six, regia di Paul Weiland (2006)
- Hot Fuzz, regia di Edgar Wright (2007)
- The Crew, regia di Adrian Vitoria (2008)
- Solomon Kane, regia di M. J. Bassett (2009)
- Scontro tra titani (Clash of the Titans), regia di Louis Leterrier (2010)
- L'ultimo dei Templari (Season of the Witch), regia di Dominic Sena (2011)
- Slow West, regia di John Maclean (2015)
- xXx - Il ritorno di Xander Cage (xXx: Return of Xander Cage), regia di D.J. Caruso (2017)
- Jumanji: The Next Level, regia di Jake Kasdan (2019)
- Il gladiatore II (Gladiator II), regia di Ridley Scott (2024)

### Televisione
- Coming Soon (1999), Fergus
- Randall & Hopkirk (Randall & Hopkirk (Deceased)) (2000), Bouncer - episodio Mental Apparition Disorder
- Monarch of the Glen (2000), Roger - sesta stagione, episodio 1
- London's Burning (2002), Keith - settima stagione, episodio 14
- The Book Group (2002-2003), Kenny McLeod
- State of Play (2003), Stuart Brown - prima stagione, episodio 1
- Peter in Paradise (2003), Peter il Grande
- Rockface (2003), Padre Critchon - 6 episodi
- Shameless (2004), Adamo - 2 episodi
- Heroes and Villains (2006), Attila l'Unno - episodio Attila the Hun
- The Jury (2011), Derek Hatch - 5 episodi
- Il Trono di Spade (Game of Thrones) – serie TV, 38 episodi (2011-2014, 2016-2019)
- Banished - serie TV, 3 episodi (2015)
- Gli Irregolari di Baker Street (The Irregulars) - serie TV, episodio 1 (2021)
- Knuckles – miniserie TV (2024)

## Doppiatori italiani
Nelle versioni in italiano delle opere in cui ha recitato, Rory McCann è stato doppiato da:
- Alessandro Messina in Solomon Kane, Il Trono di Spade
- Giorgio Locuratolo in Alexander
- Mario Bombardieri in Hot Fuzz
- Marco Mete in Slow West
- Alberto Bognanni in xXx - Il ritorno di Xander Cage
- Andrea Lavagnino in Jumanji - The Next Level
- Stefano Thermes ne Il gladiatore II